# Albert Saritov
Albert Ramazanovich Saritov (em russo:  Альберт Рамазанович Саритов, Khasavyurt, 8 de julho de 1985) é um lutador de estilo-livre romeno de origem russa, medalhista olímpico.

## Carreira
Saritov competiu na Rio 2016, na qual conquistou a medalha de bronze, na categoria até 97 kg.